# Ryan Porteous
Ryan Porteous (* 25. März 1999 in Dalkeith) ist ein schottischer Fußballspieler, der beim FC Watford unter Vertrag steht. Im September 2022 kam er auch erstmals in der schottischen A-Nationalmannschaft zum Einsatz.

## Karriere

### Verein
Ryan Porteous wurde im Jahr 1999 in Dalkeith, einer Stadt in Midlothian geboren. Er begann seine Karriere in der Jugend von Hibernian Edinburgh. Im Juli 2016 wurde der damals 17-jährige an den schottischen Viertligisten Edinburgh City verliehen. Für den Verein absolvierte er in der Saison 2016/17 insgesamt 23 Ligaspiele und erzielte drei Tore. Nach seiner Rückkehr zu den Hibs in der Sommerpause 2017 debütierte er für den Verein im Juli im schottischen Ligapokal gegen den FC Montrose. Sein Debüt in der Scottish Premiership gab er am 31. Oktober 2017 im Nachholspiel gegen den FC Kilmarnock, als er in der 75. Minute für Brandon Barker eingewechselt worden war. In den folgenden Jahren wurde er Stammspieler bei den Hibs.
Im Januar 2023 wechselte Porteous für eine Ablösesumme zum englischen Zweitligisten FC Watford.

### Nationalmannschaft
Zwischen 2017 und 2018 spielte Porteous in der schottischen U19-Nationalmannschaft. Im Jahr 2018 absolvierte er einen Einsatz in der U20 und gab auch sein Debüt in der U21, für die er bis Ende 2020 insgesamt 14 Spiele bestritt.
Im November 2019 berief ihn Nationaltrainer Steve Clarke erstmals in den Kader der schottischen A-Nationalmannschaft, jedoch ohne ihn anschließend einzusetzen. Nach weiteren Nominierungen im Herbst 2020 und November 2021 gab Porteous schließlich im September 2022 sein Debüt, als er in der Nations-League-Begegnung gegen die Ukraine in der Startaufstellung stand. In seinem fünften Länderspiel gelang ihm rund ein Jahr später im September 2023 in der EM-Qualifikation gegen Zypern auch sein erstes Länderspieltor.
Mit Schottland nahm Porteous an der EM 2024 teil. Im Auftaktspiel gegen Gastgeber Deutschland am 14. Juni 2024 stand er in der Startelf; nach einem Foul an İlkay Gündoğan wurde Porteous in der Nachspielzeit der ersten Hälfte aber des Feldes verwiesen und im Anschluss für zwei Spiele gesperrt. Schottland verlor das Spiel am Ende mit 1:5.